# أودو ليمان
أودو ليمان (بالألمانية: Udo Lehmann)‏ هو متزلج جماعي ألماني، ولد في 28 مايو 1973 في آيلنبورغ في ألمانيا.